# Sworn Enemy
Sworn Enemy ist eine Hardcore-Metal-Band aus Queens (New York), die 1997 gegründet wurde. Einzig konstantes Mitglied seit Gründung ist Sal Lococo. Die Musik integriert Einflüsse verschiedener Metal-Genre.

## Bandgeschichte
1997 gründeten die beiden Gitarristen Lorenzo Antonucci und Mike Raffinello zusammen mit Sänger Sal Lococo die Band Mindset. Mit dem Bassisten Shawn Cox und einem Schlagzeuger begann man live aufzutreten. Nachdem schon eine Single aufgenommen worden war, änderte man 1999 den Namen zu Sworn Enemy, weil eine andere Band mit dem alten Namen bereits existierte. Obwohl wenige Mittel und auch kein Plattenvertrag vorhanden waren, wurde mit Hilfe von Mike Dijion die EP Negative Outlook aufgenommen.
Diese Veröffentlichung bewegte Jamey Jasta (Hatebreed) dazu, sie bei seinem Label Stillborn Records unter Vertrag zu nehmen. Außerdem begann er zusätzlich als Manager für Sworn Enemy zu agieren. Obwohl sich die EP recht gut verkaufte, verließen Shawn Cox und der Schlagzeuger die Band und wurden durch die Mitglieder von Cold As Life, Bassist Mike Couls und Timmy Mycek am Schlagzeug, ersetzt. Die beiden hatten nach der Auflösung ihrer alten Band eine neue Band gesucht und fanden sich bei Sworn Enemy ein. Es folgten etliche Auftritte, unter anderem mit Hatebreed, Agnostic Front und Unearth, bis sie dann im Juni 2003, diesmal über das Major-Label Elektra Records, das Album As Real As It Gets veröffentlichten.
Danach tourten sie mit Fear Factory, Slipknot und Chimaira durch die USA. Dann verließen der Gitarrist Mike Raffinello und Mike Couls die Band. Als Ersatz am Bass wurde das alte Bandmitglied Shawn Cox wieder ins Line-Up berufen, auch Gitarrist Jamin Hunt stieß zur Band hinzu. Im Januar 2006 erschien dann The Beginning of the End, welches von Abacus in den USA veröffentlicht und von Tim Lambesis (As I Lay Dying) produziert wurde.
Anschließend folgte eine Tour mit Anthrax, Manntis und God Forbid, bis dann auch in Europa ein Release des Albums über Century Media erfolgte.
Das neue Album mit dem Namen "Maniacal" ist am 9. November 2007 in Europa erschienen, in den USA wurde es im Februar 2008 veröffentlicht. Bei diesem Album hat As-I-Lay-Dying-Schlagzeuger Jordan Mancino das Schlagzeug für den mittlerweile ausgestiegenen Paul Antignai eingespielt. Auf diesem Album sind noch mehr Thrash-Metal-Einflüsse zu hören als beim Vorgänger The Beginning Of The End. Außerdem gibt es eine Tour zu "Maniacal" mit Agnostic Front, auf der Persistence-Tour mit unter anderem Hatebreed, Ignite und Evergreen Terrace ist man ebenfalls vertreten.
Im Dezember 2009 gab Gründungsmitglied Lorenzo Antonucci bekannt, das er Sworn Enemy verlässt und sich nun mehr um seine neue Band Smashface kümmern möchte. Am 9. Januar 2018 wurde bekannt, dass der ehemalige Schlagzeuger Paul Antignani aus unbekannten Gründen verstorben ist.

## Stil

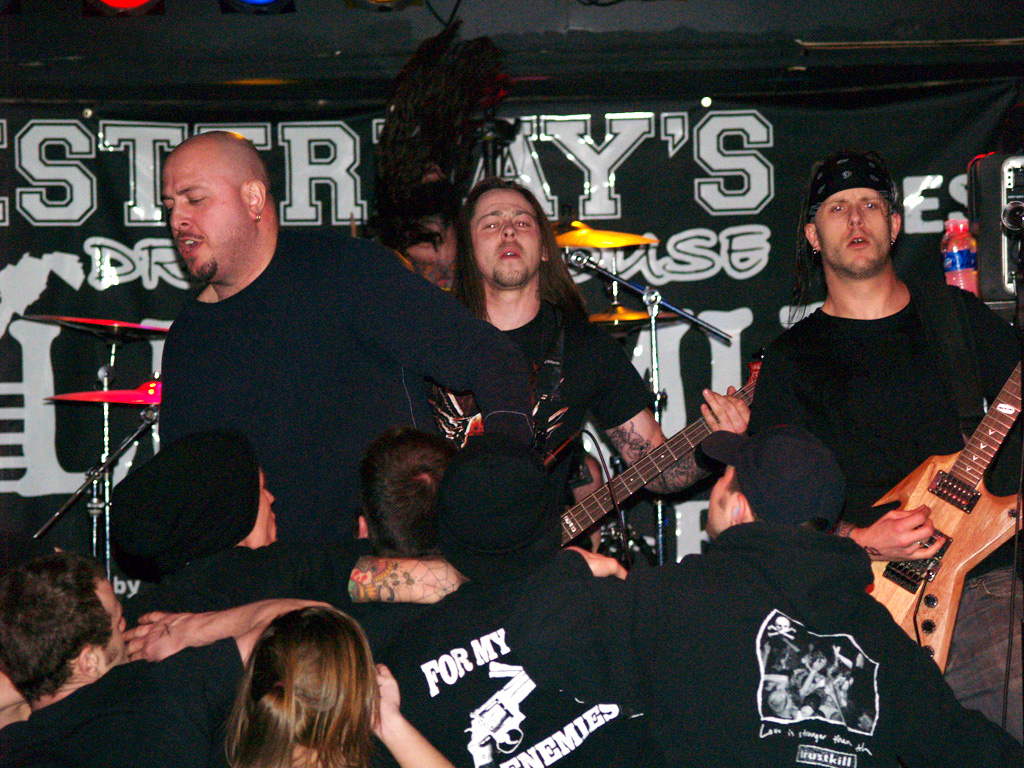
Sworn Enemy Live in Wheeling, 2008

Sworn Enemy spielen Hardcore der 1990er Jahre, vereint mit Thrash-Metal-Elementen. Eingesetzte Techniken sind Doublebass und Staccato-Riffs. Sie sehen sich selbst als von alten New York-Hardcore-Bands wie Cro-Mags und Agnostic Front beeinflusst, außerdem sind Metal-Bands wie Slayer, Anthrax und Metallica wichtige Einflüsse.
Stellenweise wird behauptet, dass die Band christlich orientiert sei, was diese selbst aber bestreitet.

## Diskografie

### Alben
- 2003: As Real as it Gets (Stillborn Records)
- 2006: The Beginning of the End (Century Media Records)
- 2007: Maniacal (Century Media Records)
- 2009: Total World Domination (Century Media Records)
- 2014: Living on Borrowed Time (Rock Ridge Music)
- 2019: Gamechanger (M-Theory Audio)

### Sonstiges
- 1998: State of Mind (Single, als Mindset)
- 2001: Negative Outlook (EP) (Stillborn Records)
- 2004: Integrity Defines Strength (EP) (Stillborn Records)